# Casinaria micra
Casinaria micra là một loài tò vò trong họ Ichneumonidae.